# Opius sinenotaulis
Opius sinenotaulis är en stekelart som beskrevs av Fischer 1999. Opius sinenotaulis ingår i släktet Opius och familjen bracksteklar. Inga underarter finns listade i Catalogue of Life.